# Donji Potpeć
Donji Potpeć är en ort i Bosnien och Hercegovina.   Den ligger i entiteten Federationen Bosnien och Hercegovina, i den centrala delen av landet, 90 km norr om huvudstaden Sarajevo. Donji Potpeć ligger 284 meter över havet och antalet invånare är 823.
Terrängen runt Donji Potpeć är kuperad österut, men västerut är den platt. Runt Donji Potpeć är det ganska tätbefolkat, med 93 invånare per kvadratkilometer.. Närmaste större samhälle är Tuzla, 14,9 km sydost om Donji Potpeć. 
Omgivningarna runt Donji Potpeć är en mosaik av jordbruksmark och naturlig växtlighet.